# Râul Humăria
Râul Humăria este un curs de apă, afluent al Durduc. 